# Hans Plenk
Hans Plenk (21 de febrero de 1938-10 de septiembre de 2023) fue un deportista alemán que compitió para la RFA en luge en las modalidades individual y doble.

## Carrera deportiva
Participó en dos Juegos Olímpicos de Invierno en los años 1964 y 1968, obteniendo una medalla de bronce en Innsbruck 1964 en la prueba individual. Ganó cinco medallas en el Campeonato Mundial de Luge entre los años 1960 y 1965.

## Palmarés internacional
| Representando al Equipo Alemán Unificado |                              |                   |            |
| Juegos Olímpicos                         |                              |                   |            |
| Año                                      | Lugar                        | Medalla           | Prueba     |
| 1964                                     | Innsbruck (Austria)          | Medalla de bronce | Individual |
| Representando a la RFA                   |                              |                   |            |
| Campeonato Mundial                       |                              |                   |            |
| Año                                      | Lugar                        | Medalla           | Prueba     |
| 1960                                     | Garmisch-Partenkirchen (RFA) | Medalla de bronce | Individual |
| 1960                                     | Garmisch-Partenkirchen (RFA) | Medalla de bronce | Doble      |
| 1961                                     | Girenbad (Suiza)             | Medalla de plata  | Individual |
| 1963                                     | Imst (RFA)                   | Medalla de plata  | Individual |
| 1965                                     | Davos (Suiza)                | Medalla de oro    | Individual |